# マンドレイク (アルバム)
『マンドレイク』（Mandrake）は、ドイツのパワーメタルバンド・エドガイが2001年に発表した、自主制作盤を除けば5作目のスタジオ・アルバム。

## 解説
インペリテリのロブ・ロックがバッキング・ボーカルで参加。収録曲「ティアーズ・オブ・ア・マンドレイク」はマンドレイクをモチーフとしており、ジャケットにもマンドレイクが描かれている。
バンドの母国ドイツのアルバム・チャートでは19位に達し、自身初のトップ50入りを果たした。

## 収録曲
特記なき楽曲はトビアス・サメット作。作詞は全曲ともサメットによる。
1. ティアーズ・オブ・ア・マンドレイク "Tears of a Mandrake" – 7:11
2. ゴールデン・ドーン "Golden Dawn" (Tobias Sammet, Jens Ludwig) – 6:07
3. エルサレム "Jerusalem" (T. Sammet, J. Ludwig) – 5:26
4. オール・ザ・クラウンズ "All the Clowns" – 4:48
5. ネイルド・トゥ・ザ・ウィール "Nailed to the Wheel" (T. Sammet, J. Ludwig) – 5:39
6. ファラオ "The Pharaoh" – 10:36
7. ウォッシュ・アウェイ・ザ・ポイズン "Wash Away the Poison" – 4:40
8. フォールン・エンジェル "Fallen Angels" – 5:13
9. ペインティング・オン・ザ・ウォール "Painting on the Wall" – 4:36
10. セイヴ・アス・ナウ "Save Us Now" – 4:34

### ボーナス・トラック
1. デヴィル・アンド・ザ・サヴァント "The Devil and the Savant" – 5:27

## 参加ミュージシャン
- トビアス・サメット  ボーカル、キーボード、オルガン
- イェンス・ルドヴィグ - ギター
- ディルク・ザウアー - ギター
- トビアス・エクセル - ベース
- フェリックス・ボーンケ - ドラムス

アディショナル・ミュージシャン
- フランク・ティッシャー - ピアノ(on #7)
- ロブ・ロック - バッキング・ボーカル
- Ralf Zdiarstek - バッキング・ボーカル
- Markus Schmitt - バッキング・ボーカル
- Daniel Schmitt - バッキング・ボーカル